# Rey de Tesalónica
Los Reyes de Tesalónica fueron los soberanos que gobernaron el Reino de Tesalónica después de la conquista de la Constantinopla durante la Cuarta Cruzada. Su capital fue la ciudad de Tesalónica.

## Reyes latinos de Tesalónica, 1204–1224
| Monarca               | Imagen | Nacimiento                                                   | Coronación | Matrimonios                          | Fallecimiento                                 |
| --------------------- | ------ | ------------------------------------------------------------ | ---------- | ------------------------------------ | --------------------------------------------- |
| Bonifacio I 1204-1207 |        | 1150 hijo de Guillermo V de Montferrato y Judit de Babenberg | 1204       | Helena de Bosco Margarita de Hungría | 1207 Mosinópolis, Grecia alrededor de 57 años |
| Demetrio I 1207-1224  |        | 1207 hijo de Bonifacio de Montferrato y Margarita de Hungría | 1207       |                                      | 1230 aproximadamente 25 años                  |

En 1224 el Reino es conquistado por Teodoro Comneno Ducas, déspota de Epiro.

## Reyes titulares pretendientes de Tesalónica
- 1224-1230: Demetrio de Montferrato (Demetrio I de Tesalónica)
- 1230-1239: Federico II del Sacro Imperio Romano Germánico (Federico I de Tesalónica)
- 1239-1253: Bonifacio II de Montferrato (Bonifacio II Tesalónica)
- 1253-1284: Guillermo VII de Montferrato (Guillermo I de Tesalónica)

En 1266, Balduino II de Constantinopla dio a Hugo IV de Borgoña los derechos sobre el Reino de Tesalónica del cual se mantendría como soberano.
- 1266-1271: Hugo IV de Borgoña (Hugo I de Tesalónica)
- 1273-1305: Roberto II de Borgoña (Roberto I de Tesalónica)
- 1305-1313: Hugo V de Borgoña (Hugo II de Tesalónica)

En 1313 Hugo V de Borgoña cede los derechos sobre el Reino de Tesalónica a su hermano Luis de Borgoña.
- 1313-1316: Luis de Borgoña (Luis I de Tesalónica)
- 1316-1320: Odón IV de Borgoña (Odón I de Tesalónica)

En 1320 Odón IV de Borgoña vende los derechos sobre el Reino de Tesalónica a Luis I de Borbón. Este último los vende a Felipe I de Tarento, quien fue el último en titularse rey de Tesalónica.
- 1320-1321: Luis I de Borbón (Luis II de Tesalónica)
- 1320: Felipe I de Tarento (Felipe I de Tesalónica)